# الکساندرا یارتسکا
الکساندرا یارتسکا (لهستانی: Aleksandra Jarecka؛ زادهٔ ۱۱ اکتبر ۱۹۹۵) شمشیرباز زن اهل لهستان است.